# Liste der Universitäten in Nordirland
Dies ist eine Liste der Universitäten in Nordirland:

## Universitäten
2021/2022 waren 69.565 Personen in Nordirland für ein Universitätsstudium eingeschrieben. Sie verteilten sich auf:
- Queen’s University Belfast (Studierende: 25.295)
  - St Mary’s University College (1.040)
  - Stranmillis University College (1.325)
- Ulster University (34.550)

Dazu kamen 7.355 Studierende an der Open University.
Von den 69.565 Studenten waren 40.800 Frauen (58,7 %) und 28.665 Männer (41,2 %).
2018/2019 waren es 55.755 Studierende gewesen, 2019/2020 insgesamt 59.075 Studierende, davon 34.725 Frauen (58,8 %) und 24.350 Männer (41,2 %) und 24.915 Studierende an der Queen’s University. 2020/2021 waren 66.245 Personen eingeschrieben.

## Colleges
- Union Theological College